# ووزکی (شهرستان سوکوووف)
ووزکی (به لاتین: Łuzki) یک روستا در لهستان است که در گمینا یابووننا لاتسکا واقع شده‌است.